# Idiocerus dimidiatus
Idiocerus dimidiatus är en insektsart som beskrevs av Ribaut 1952. Idiocerus dimidiatus ingår i släktet Idiocerus och familjen dvärgstritar. Inga underarter finns listade i Catalogue of Life.